# The Sims 3: Времена года
The Sims 3: Времена года (англ. The Sims 3: Seasons) — восьмое дополнение к популярной компьютерной игре The Sims 3, выход которого состоялся 15 ноября 2012 года. Игра посвящена погодным условиям и временам года, а также мероприятиям и разным сезонным активным видам спорта и отдыха. 
Разработка дополнения велась из идеи того, как привычный игроку The Sims 3 мир может динамично меняться, помимо прочего, игрок сможет заново изучить привычное пространство в том числе с помощью добавленных множественных взаимодействий, связанных с четырьмя временами года.
Средняя оценка дополнения по версии агрегатора Metacritic составила 73 балла 100 возможных. Критики заметили, что «Времена года» заметно отличается от предыдущих расширений к The Sims 3, которая вместо добавления оригинального контента обогащает уже имеющийся игровой процесс The Sims 3, делая игру более полноценной. В итоге после игрового сеанса, третий симулятор чувствуется неполноценным без данного дополнения.

## Геймплей
В дополнении The Sims 3: «Времена года» появились климатические (весна, лето, осень, зима) и погодные эффекты (дождь, снег, жара), а также связанные с ними взаимодействия, доступные для симов. У каждого времени года в The Sims 3 «Времена года» есть свои особенности: зимние снегопады, распускающиеся весенние цветы, освежающий дождь, молнии, золотая осенняя листва. У каждого сима появился индикатор, показывающий температуру тела: сим может замёрзнуть зимой или получить солнечный удар при жаркой погоде. Если температура доходит до критической отметки, то сим падает в обморок. Остальные симы могут его согреть или охладить, в противном случает может наступить смерть. Чтобы избежать перегрева или замерзания, сим должен одеваться по погоде, и для этого дополнение вводит дополнительную категорию тёплой уличной одежды.
Игроки могут отправить своих персонажей поплавать в океане. Для персонажей, которые особенно любят холод, есть возможность побыть «моржами», погрузившись зимой в ледяную прорубь. Симы могут совершенствовать свои навыки, побеждая в футбольных состязаниях, или развлекаться сноубордом на хафпайпе. Появилось множество сезоннообусловленных развлечений: летом — персонаж может заняться дайвингом, осенью — пускать фейерверки, делать хэллоуинскую тыкву, а зимой — строить снежный домик-иглу.
У каждого времени года есть свои фестивали. Персонажи могут потанцевать друг с другом и получить за это корону «майского короля/королевы», могут на летнем фестивале нанести себе раскраску на лицо, добывать яблоки в состязаниях праздника урожая или играть в снежки. В «The Sims 3 Времена года» было введено много предметов: продукты, модные аксессуары, элементы декора, картофель фри, кабинка солярия, омела, разные зонтики, зимние сапожки на меху, гидрокостюмы.
Дополнение также вводит существо — инопланетянина, который в отличие пришельца из The Sims 2 не является персонажем и косметическими изменениями. Инопланетяне могут похищать симов и оплодотворять мужчин, чтобы те родили младенцев-пришельцев. Сам пришелец обладает рядом способностей, таких, как например сканирование, телепатическая связь или контроль разума.

## Разработка и выпуск
Тема, связанная с временами года, была одной из самых желаемых и ожидаемых среди фанатов The Sims 3. Работая над дополнением, команда ставила перед собой цель продемонстрировать, как вокруг персонажей меняется окружающий мир, который всегда ранее оставался не изменённым. Таким образом, игрок стал по-новому воспринимать окружающий сима мир, «который теперь могут настигать метели, град или гроза». С каждым временем года связано множество событий и возможностей времяпрепровождения, разработчики решили добавить множество нового геймплея, связанного с уличным отдыхом, позволяющего игроку заново изучить окружающий сима мир, например разные взаимодействия со снегом, загорание на пляже, футбол, строительство иглу, сноуборд и многое другое. Впервые в истории The Sims, разработчики решили добавить в игру сезонные праздники, например осенний праздник «День Страха», похожий на Хеллоуин, или писк яиц, что является отсылкой в пасхе, при этом разработчики отказались от возможности добавить Рождество в качестве зимнего праздника, мотивируя это тем, что не хотят делать акцент на религии, учитывая многоконфессиональность игроков The Sims, также заметив, что геймплей The Sims 3 позволяет игроку самому организовать праздник рождества, если он захочет. 
Впервые игра была анонсирована в ночь на 3 августа на конференции EA Summer Showcase 2012, где были показаны первые скриншоты и трейлер. В США дополнение вышло 13 ноября 2012 года, 15 ноября в Европе и России. Русской локализацией занималась компания СофтКлаб. Игра выпускалась в двух изданиях, простом и ограниченном. Второе включало в себя эксклюзивные предметы «ледяной» мебели и декора для украшения зала.

## Музыка

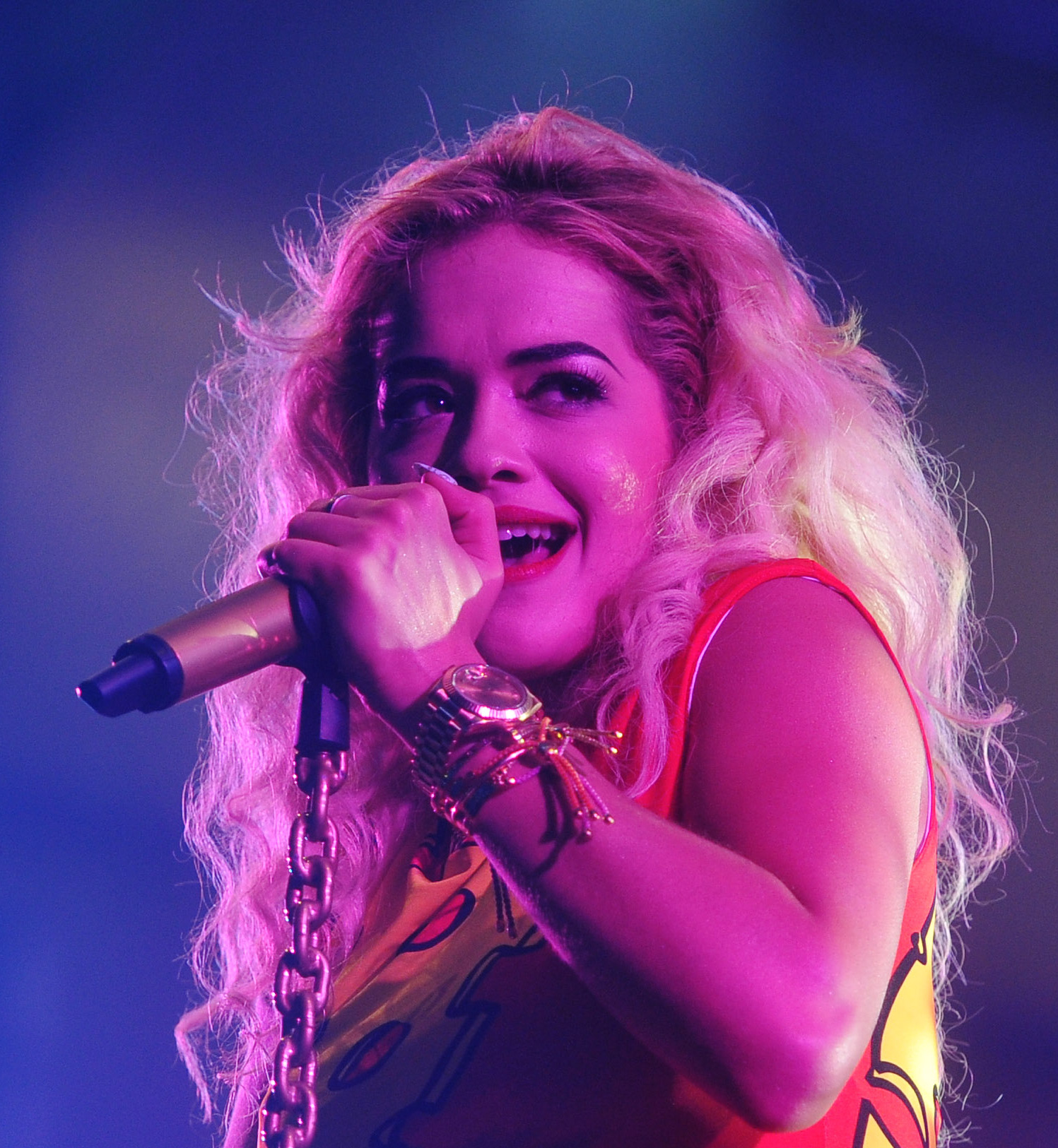
Рита Ора, одна из певиц, записавших свой сингл на симлише для дополнения.

Следуя традициям франшизы, вместе с данным дополнением были добавлены перезаписанные на симлише синглы известных музыкантов и групп.
| №   | Название                   | Автор(ы)                                  | жанр/звучит вː                | Длительность |
| --- | -------------------------- | ----------------------------------------- | ----------------------------- | ------------ |
| 1.  | «Seasons»                  | Стив Яблонски                             | Экран загрузки (Времена года) | 2:36         |
| 2.  | «The Sun Porch Memory»     | Стив Яблонски                             | Режим покупки                 | 2:07         |
| 3.  | «Rainy Day Shopping Bliss» | Стив Яблонски                             | Режим строительства           | 2:14         |
| 4.  | «Spring In My Heat»        | Стив Яблонски                             | Режим создания персонажа      | 2:18         |
| 5.  | «Map It Out»               | Стив Яблонски                             | Режим городка                 | 3:02         |
| 6.  | «Solstice of the Ancients» | Стив Яблонски                             | Режим городка                 | 2:24         |
| 7.  | «Big Hearts, Big Dreams»   | JJ                                        | Инди                          | 3:18         |
| 8.  | «Little Talks»             | Of Monsters and Men                       | Инди                          | 4:23         |
| 9.  | «Love Love Love»           | Avalanche City                            | Инди                          | 3:14         |
| 10. | «Mayzie Grobe»             | The Shoaks                                | Инди                          | 3:49         |
| 11. | «Time To Run»              | Lord Huron                                | Инди                          | 5:25         |
| 12. | «Shine Ya Light»           | Рита Ора                                  | Поп                           | 3:32         |
| 13. | «Paralyzed»                | Сиссе Мари, Джей Адамс и TooManyLeftHands | Поп                           | 3:35         |
| 14. | «Soma Terra Loon»          | Not Piloting                              | Поп                           | 4:07         |
| 15. | «Teen in the City»         | Becky G                                   | Поп                           | 3:46         |
| 16. | «Elevator»                 | Эрин Маккарли                             | Поп                           | 3:34         |

## Критика
| Сводный рейтинг    | Сводный рейтинг |
| Агрегатор          | Оценка          |
| ------------------ | --------------- |
| GameRankings       | 77,00 %         |
| Metacritic         | 73/100          |
| Иноязычные издания |                 |
| Издание            | Оценка          |
| Destructoid        | 5/10            |
| GameRevolution     | [ 10 ]          |
| GamesRadar+        | [ 11 ]          |
| GameZone           | 9/10            |
| IGN                | 7,5/10          |
| Cheatmasters       | 5,0/5           |
| Gaming Excellence  | 6,5/10          |
| Gaming Nexus       | 9/10            |
| NZ Gamer           | 7,7/10          |
| WorthPlaying       | 8,7/10          |

«Времена года» получило в основном благоприятные отзывы от игровых критиков, средняя оценка по версии сайта-агрегатора Metacritic составила 73 балла 100.
Мэтт Либл из GameZone заметил, что с каждым новым дополнением, The Sims 3 становится всё более глубоким симулятором, «а после того, как пробуешь игру со временами года, уже не возможно себе представить „The Sims 3“ без них». Новое дополнение по мнению критика добавило чувство времени, помимо старения. Погодные эффекты проработаны великолепно со слов Мэтта, «приятно наблюдать за каждой каплей дождя, падающей с крыши дома», но критик заметил, что игроки со слабыми компьютерами могут столкнуться с проблемой производительности. Тем не менее критик назвал дополнение одним из лучших, выпущенных к The Sims 3, которое делает базовый геймплей богаче и приносит свежее дыхание уже трёхлетней игре. 
Ри Митера из Worthplaying также похвалила дополнение, заметив, что оно заметно отличается от большинства раннее выпущенных расширений, которые добавляли в игру новую игровую механику. «Времена года» же предлагает фоновые изменения и улучшение самой базовой игры, с одной стороны дополнение может показаться некоторым игрокам случным, тем не менее The Sims 3 стала реалистичнее и визуально приятнее, а геймплей более разнообразным. Похожею точку зрения высказала и редакция IGN, указав на то, что дополнение концентрируется на улучшении окружающего мира и скрашивает будние дни симов, но при этом не предлагает масштабных расширений, например новые карьеры или городок. Вердикт редакции гласит, что «„Времена года“ — это не то расширение, которое требует от вас быть поклонником The Sims 3, чтобы понять и оценить изменения в игре, но при этом добавляет достаточно много разнообразия в базовый геймплей, так, что вы больше никогда не захотите играть в „The Sims 3“ без времён года». 
Николас Тан заметил, что дополнение добавляет в The Sims 3 новую глубину, и делает игру ярче. Чем те менее критик считает, что дополнению не хватает динамики, как например предыдущему дополнению «Сверхъестественное», несмотря на приятные визуальные эффекты в виде изменения погоды, критику пришлось не по душе, что из-за негативных последствий погоды (переохлаждение, солнечный удар, простуда, удар молнией и тд.), передвижение сима оказывается более ограниченным и доставляет много неудобств. Также сезонные праздники интересны для изучения один раз, но быстро надоедают.   
Отрицательный отзыв оставил Джошуа Дерочер из Destructoid, указав на то, что дополнение кроме визуальных улучшений и нескольких новых взаимодействий не приносит ничего инновационного, ни нового игрового мира, не «новых потрясающих общественных пространств». «Времена года» выглядят словно так, будто должны были сразу войти в состав базовой The Sims 3, а значит не смогут предложить игроку новый опыт.